# Arlindo Pena Ben-Ben
Arlindo Chenda Isaac Pena (Carikoke, 17 de novembre de 1955 - Johannesburg, 19 d'octubre de 1998) més conegut pel seu sobrenom General Ben-Ben va ser un militar insurgent angolès, un dels caps militars d'UNITA. Participà activament en la Guerra Civil angolesa com a nebot i company d'armes de Jonas Savimbi. Era germà petit del militar Elias Salupeto Pena. Va prendre el seu sobrenom en honor del primer president d'Algèria, Ahmed Ben Bella.

## Biografia
Va néixer en una família d'activistes tribals ovimbundu. El seu pare, Isaac Pires Pena, va ser mestre d'escola i administrador de l'hospital en una missió evangèlica al poble de Shilesso (província de Bié). La seva mare, Judith Pena, era la germana gran de Jonas Savimbi, fundador i líder d'UNITA. D'acord amb la cultura familiar ovimbundu, Arlindo considerava Savimbi més com un pare que com un oncle.
A l'edat de 13 anys es va unir amb UNITA, on va destacar per l'activitat i la devoció personal de Savimbi, amb qui compartia plenament els punts de vista polítics. Es va entrenar militarment a l'Acadèmia d'Artilleria del Marroc, i quan va tornar a Angola es va unir a les Forces Armades d'Alliberament d'Angola (FALA), braç militar d'UNITA del que en fou nomenat comandant el 1985. Aviat es va mostrar com un cap militar capaç i fou ascendit a coronel en el front nord, encarregant-se dels atacs a Mavinga i de la marxa sobre Malange, que va aturar l'ofensiva de les tropes governamentals. El 1986 va ser nomenat sots-cap de l'Estat Major de la FALA. Va supervisar la contractació del personal militar d'UNITA i el 1988 participà en la batalla de Cuito Cuanavale. Des de 1989, de fet, va dirigir l'Estat Major després de Demosthenes Amos Chilingutila.
Després de la conclusió dels acords de Bicesse el 1991, Arlindo Pena va negociar la integració de les FALA a les Forces Armades Angoleses (FAA). Va ser membre de la delegació d'UNITA a Luanda durant les eleccions generals d'Angola de 1992. Tanmateix, la nova crisi política va provocar la massacre de Halloween, en la que desenes de milers de seguidors d'UNITA van ser assassinats pels militants del MPLA i les forces de seguretat del govern, entre ells el seu germà Elías. Ell mateix es va salvar només perquè van confondre el cadàver d'un altre home amb el seu. Després d'això, Arlindo Pena va participar activament en la renovada guerra civil contra el govern del MPLA.
Quan es va signar el Protocol de Lusaka el 1994 entre Jonas Savimbi i el president dos Santos, ell i part del FALA es van integrar en les Forces Armades. El 1996 va rebre el càrrec de sots-cap d'Estat Major de les FAA. Poc després va caure en un estat de depressió psicològica i alcoholisme, complicada per l'actitud negativa a deixar la lluita d'antics companys d'armes com António Dembo i Paulo Lukamba. L'octubre de 1998 la seva salut es va deteriorar per la malària i fou traslladat urgentment a Johannesburg, on va morir de paràlisi renal i problemes pancreàtics. Com és habitual en aquests casos, hi hagué rumors que havia estat enverinat durant una reunió amb Savimbi, celebrada dues setmanes abans. En 2005, després de la mort de la seva mare, fou enterrat a Andulo (Bié) amb els seus germans Loth Malheiro i Salupeto.